# Lewis E. Kay
Lewis Edward Kay OC FRS FRSC (nascido em 1961) é um acadêmico e bioquímico canadense conhecido por sua pesquisa pioneira em bioquímica e espectroscopia de ressonância magnética nuclear para os estudos da estrutura e comportamento de proteínas. Ele é professor de genética molecular, bioquímica e química na Universidade de Toronto e cientista sênior em medicina molecular no The Hospital for Sick Children.
Kay recebeu um B.Sc. em Bioquímica pela Universidade de Alberta em 1983, Ph.D. em Biofísica Molecular da Universidade de Yale, em 1988, e fez estudos de pós-doutorado no National Institutes of Health.

## Prêmios e honras
- 1996 - Prêmio Merck Frosst[2]
- 1998 - "Top 40 abaixo de 40" do Canadá
- 1999 - Prêmio Steacie de Ciências Naturais
- 2002 - Medalha dos Fundadores da Sociedade Internacional de Ressonância Magnética em Sistemas Biológicos
- 2002 - Medalha Flavelle, Sociedade Real do Canadá
- 2004 - Prêmio Günther Laukien
- 2006 - Eleito para a Royal Society of Canada
- 2008 - Prêmio Premier de descoberta
- 2010 - Eleito para a Royal Society
- 2012 - Prêmio Khorana, Sociedade Real de Química
- 2017 - Induzido como oficial da Ordem do Canadá[3]
- 2017 - Prêmio Internacional da Fundação Gairdner[4]
- 2018 - Medalha Herzberg do Conselho de Pesquisa em Ciências Naturais e Engenharia do Canadá
- 2019 - Doutor em Ciências honoris causa da Universidade da Colúmbia Britânica[5]